# Alyssum contemptum
Alyssum contemptum là một loài thực vật có hoa trong họ Cải. Loài này được Schott & Kotschy mô tả khoa học đầu tiên năm 1854.